# Silver City, Iowa
Silver City là một thành phố thuộc quận Mills, tiểu bang Iowa, Hoa Kỳ. Năm 2010, dân số của thành phố này là 245 người.

## Dân số
Dân số qua các năm:
- Năm 2000: 259 người.
- Năm 2010: 245 người.